# Цяочэн
Цяочэ́н (кит. упр. 谯城, пиньинь Qiáochéng, буквально: «город Цяо») — район городского подчинения городского округа Бочжоу провинции Аньхой (КНР).

## История
Когда царство Цинь завоевало все прочие царства, и основала первую в китайской истории империю, то в этих местах был создан уезд Цяосянь (谯县). В эпоху Троецарствия эти места оказались в составе царства Вэй, и Цяосянь, будучи местом рождения Цао Цао, стал одной из вспомогательных столиц страны (наряду с Сюйчаном, Лояном, Чанъанем и Ечэном).
При империи Северная Вэй в этих местах с 507 года разместились власти области Наньянь (南兖州). После того, как эти места оказались в империи Северная Чжоу, в 579 году область Наньянь была переименована в Бочжоу (亳州). При империи Суй в 607 году область Бочжоу вновь стала округом Цяоцзюнь. При империи Тан в 621 году округ Цяоцзюнь вновь был переименован в область Бочжоу.
После монгольского завоевания и образования империи Юань область Бочжоу была подчинена Хуайдэской управе (归德府). В 1355 году Лю Футун поднял восстание против монгольского владычества, и возвёл в Бочжоу на престол Хань Линьэра в качестве императора возрождённой империи Сун. В течение трёх лет Бочжоу был столицей повстанческого государства.
После образования китайской империи Мин область Бочжоу была понижена в статусе, и стала уездом, подчинённым Фэнъянской управе (凤阳府) провинции Наньчжили, однако в 1496 году вновь была поднята в статусе до области.
После Синьхайской революции в Китае была проведена реформа структуры административного деления, в ходе которой области были упразднены, поэтому в 1912 году на землях, ранее напрямую подчинявшихся областным властями, был образован уезд Босянь (亳县).
В 1947 году урбанизированная часть уезда Босянь была выделена в город Бочэн (亳城市).
После образования КНР эти земли вошли в состав Специального района Фуян (阜阳专区). В 1950 году город Бочэн был упразднён, а его территория вернулась в состав уезда Босянь. В 1971 году Специальный район Фуян был переименован в Округ Фуян (阜阳地区).
В 1986 году постановлением Госсовета КНР уезд Босянь был преобразован в городской уезд Бочжоу.
В 1996 году округ Фуян был расформирован, а на его месте был образован городской округ Фуян.
В 1998 году городской уезд Бочжоу был выведен из состава городского округа Фуян и подчинён напрямую властям провинции Аньхой.
В 2000 году постановлением Госсовета КНР городской уезд Бочжоу был расформирован, и был создан городской округ Бочжоу, в состав которого вошли район городского подчинения Цяочэн (образованный на месте бывшего городского уезда Бочжоу) и уезды Гоян, Лисинь и Мэнчэн (ранее входившие в состав городского округа Фуян).

## Административное деление
Район делится на 3 уличных комитета, 20 посёлков и 2 волости.